# Антоніу Перейра ді Еса
Антоніу Жуліу да Кошта Перейра ді Еса GCIC (порт. António Júlio da Costa Pereira de Eça; 31 березня 1852, Лісабон — 6 листопада 1917, відомий як Перейра д'Еса) — був генералом португальської армії, колоніальним адміністратором та колоніальним і військовим міністром (1914—1915).

## Біографія
Антоніу Жуліу да Коста Перейра ді Еса народився в 1852 році. Випускник Військового колегіуму. Вступив до португальської армії 22 липня 1869 року. Пройшов курс артилерії і отримав звання прапорщика 27 грудня 1876 року.
Протягом своєї кар’єри він виконував кілька місій в португальській колоніальній адміністрації: на посаду капітана, інтегрованого в експедиційні сили, його призначили, за вказівкою Музінью де Альбукерке, губернатора округу Лоренсу-Маркеш (1896), беручи участь у битви при Мапулангуене (Мозамбік) у 1897 як майор, він також був начальником штабу у Кабо-Верде (1903); і генерал-губернатором Анголи (1915—1916) у цей період, він командував португальськими військами, які були відправлені як підкріплення після програної битви при Науліли та повстання корінних народів, яке відбулося за цим.
У Португалії він боровся з монархічними заколотами після створення Португальської Республіки, в цей період, він надавав відповідні послуги новому режимові, що запобігли поширенню актів заколоту в Віана-ду-Каштелу. 1913 року він отримав звання генерала, будучи директором Арсеналу армії.
9 лютого 1914 він був призначений військовим міністром, посаду, яку він займав, коли вибухнула Перша світова війна. Він був прихильником участі португальців в європейській війні, на боці союзників, однак не вся урядова більшість погодилася з цією позицією, і участь було відкладено. Отже, Перейра де Еса 12 грудня 1914 року, повертається до своїх військових обов'язків.
Коли в лютому 1915 небезпека німецьких набігів на південну Анголу зросла, уряд Португалії визнав бажаність посади генерального офіцера, відповідального за військові дії в цьому регіоні. Тоді генерал Перейра д'Еса був обраний диктаторським урядом Пімента де Кастро на зміну Алвешу Рокадушу і виїхав до Анголи, прибувши до Луанди 21 березня 1915. Він прийняв функції нового губернатора Анголи та командувача експедиційними силами, посаду в якому він замінив генерала Нортона де Матуша.
Вже 7 липня того ж року португальські сили знову зайняли Хумбе на півдні Анголи не зустрівши опору. Як і 9 липня, збройні сили німецької Південно-Західної Африки під командуванням генерала Віктора Франке здалися генералу Луїсу Боті, головнокомандувачу силами Південно-Африканського союзу, завданням генерала Перейра д'Еса стає придушення повстання корінних народів на чолі з Мандуме я Ндемуфайо, який повстав проти присутності португальців в регіоні.
Німецька колонія здалася 15 серпня колоні під командуванням генерала Перейри д'Еси, він тепер з головною місією покласти край повстанню населення Уїла, знову займаючи форт Куамато. Між 18 і 20 серпня відбулася битва при Монгуа, в якому головна колона експедиційних сил під командуванням генерала Перейри д'Еси розсіює атаку місцевих повстанців на джерела води Монгуа, захоплені днем раніше. Перемога португальців в цієї битві знаменує собою кінець повстання, починаючи період відносного спокою, який після смерті Мандуми в 1917 році триватиме понад 40 років до 1960-х років, коли збройний опір португальської присутності було відновлено в контексті португальської колоніальної війни. Після закінчення пацифікації повстання на півдні Анголи генерал Перейра д'Еса повернувся хворим і виснаженим до Лісабона. 16 листопада 1915 він прийняв командування 1-ї армійської дивізією в Лісабоні, де він помер в 1917.
14 липня 1932 року посмертно нагороджений Великим Хрестом Ордену колоніальної імперії.
Його ім'я було пов'язане з ВМС, враховуючи той факт, що під час його відрядження у південній Анголі він мав під своїм командуванням батальйон ВМС яким командував перший лейтенант Афонсу Серкейра, дії якого заслужило йому декілька відзнаків. У своєму заповіті він заповів свій меч військово-морському флоту Португалії, який знаходиться у морському музеї Лісабону. Військово-морський флот присвятив йому корвет NRP General Pereira d'Eça.
На честь нього було назване місто Перейра д'Еса (сучасна Онджива) на півдні Анголи в районі Кунене, приблизно в 13 км від кордону з Намібією.